# Kowar
Kowar – stop żelaza zawierający przeciętnie 30% niklu, 15% kobaltu i 0,2% manganu o współczynniku rozszerzalności liniowej porównywalnym ze szkłem. Stosowany jest w elektronice próżniowej do produkcji elektrod i elementów wtapianych w szkło, np. w lampach elektronowych.